# Ortodoksni Judje
Ortodoksna (grško orthós, „pravi“, dóxa, „nauk“) oblika judovstva je ena izmed treh glavnih oblik skupin judovske veroizpovedi.
Kot ena od judovskih skupnosti, sledijo prepričanju, da je nauke v Tori (Postavi) Mojzesu posredoval Bog. Verujejo, da je Bog s potomci Izraela sklenil prvovrstno in nepreklicno zavezo, ki temelji na Tori; vdanost Judovskim zakonom, kar vključuje tudi sprejetje pravil v večini zapisanih v 16. stoletju, v delu Šulhan Aruh. Osrednji tolmač Tore je rabin.
Ortodoksni Judje posledično živijo po vzoru tradicionalnih vrednot in upoštevajo nauke predpisane v talmudskih tekstih. Večji del znotraj omenjene skupnosti za upoštevanje in razumevanje pravil opravi študij Tore. Ženske in moški med obredi v Sinagogi sedijo ločeno. Nasprotujejo mešanim porokam (med Judi in ne-judi).

## Osrednja pravila
Upoštevanje vseh pravil Tore bi pomenilo sledenje 613 Judovskim zakonom, zaradi česar so pravila omejena ne nekaj osrednjih:
- Izogibanje nasilju, malikovanju in zlasti v Bibliji zapisanemu nečistovanju in nezvestobi.
- Izogibanje aktivnostim, ki bi oteževale praznovanje šabata in judovskih praznikov.
- Uživanje dietne hrane imenovane košer.
- Obrezovanje dečkov po rojstvu.

## Ortodoksne skupnosti
Iz treh glavnih skupin Judovskih gibanj, pri posamični razločimo še več podskupin. Večje in pomembnejše v sklopu Ortodoksnega Judovstva so:
- Haredi Judje - t. i. Ultraortodoksni Judje. V skupini so še:
  - Hasidski Judje
  - Mitnagdimski Judje
- Moderni ortodoksni Judje

## Skupnost v svetu
Ortodoksni Judje so številčno prisotni zlasti v Izraelu. Skupnost tvori približno 800.000 članov. Zanje je značilna zunanja izoliranost, osrednja oseba skupnosti je rabin. Ortodoksni Judje obvladujejo dobršen del politične in trgovinske moči države Izrael.